# Jiangbei, Chongqing
Jiangbei (kinesiska: 江北 eller 江北区, Jiangbei qu), tidigare stavat Kiangpei, är ett stadsdistrikt i storstadsområdet Chongqing i sydvästra Kina beläget norr om floden Yangtze. 

## Historia
Ortens namn betyder bokstavligen "norr om Yangtze". Området har varit en del av det kinesiska kulturområdet i mer än 2000 år och har ofta lytt under Ba härad söder om floden Yangtze.
Under Qingdynastin var Jiangbei en underprefektur som lydde under prefekturen Chongqing. 1913 ombildades Jiangbei till ett härad och 1933 införlivades området med den nybildade staden Chongqing.
Efter Folkrepubliken Kinas bildande 1949 blev Jiangbei ett distrikt i Chongqing och 1955 fick det sitt nuvarande namn.

## Administrativ indelning
Distriktet är indelat i nio stadsdelsdistrikt och tre köpingar. 
Stadsdelsdistrikt (jiedao):

- Cuntan (寸滩街道)
- Dashiba (大石坝街道)
- Guanyinqiao (观音桥街道)
- Guojiatuo (郭家沱街道)
- Huaxinjie (华新街街道)
- Jiangbeicheng (江北城街道)
- Shimahe (石马河街道)
- Tieshanping (铁山坪街道)
- Wulidian (五里店街道)

Köpingar (zhen):

- Fusheng (复盛镇)
- Wubao (五宝镇)
- Yuzui (鱼嘴镇)